# ماركو بيروفيتش (لاعب كرة قدم)
ماركو بيروفيتش (بالصربية: Марко Перовић)‏ هو لاعب كرة قدم صربي في مركز نصف الجناح، ولد في 11 يناير 1984 في بريشتينا في كوسوفو. شارك مع منتخب صربيا تحت 21 سنة لكرة القدم. أما مع النوادي، فقد لعب مع النجم الأحمر بلغراد ونادي أو إف كيه بيوغراد ونادي بازل ونادي برسبوليس ونادي كلنتن ونيو إنغلاند ريفولوشن.

## وصلات خارجية
- ماركو بيروفيتش (لاعب كرة قدم) على موقع الاتحاد الأوربي (الإنجليزية)
- ماركو بيروفيتش (لاعب كرة قدم) على موقع الدوري الأمريكي (الإنجليزية)
- ماركو بيروفيتش (لاعب كرة قدم) على موقع قاعدة بيانات كرة القدم.إي يو (الإنجليزية)
- ماركو بيروفيتش (لاعب كرة قدم) على موقع Soccerway.com (الإنجليزية)
- ماركو بيروفيتش (لاعب كرة قدم) على موقع عالم كرة القدم.نت (الإنجليزية)
- ماركو بيروفيتش (لاعب كرة قدم) على موقع أوليمبيديا (الإنجليزية)